# Площадь 60-летия СССР
Площадь 60-летия СССР (название 17 ноября 1982 года) — площадь в Москве, расположенная на пересечении Ленинского и Ломоносовского проспектов в Гагаринском районе Юго-Западного административного округа города Москвы.
Площадь представляет собой оживлённый перекрёсток двух проспектов.

## Происхождение названия
Названа 17 ноября 1982 года в честь 60-летия образования СССР.

## История
Площадь появилась в 1950-х годах при прокладке Ленинского и Ломоносовского проспектов. Вплоть до 1982 года оставалась безымянной.

## Здания и сооружения

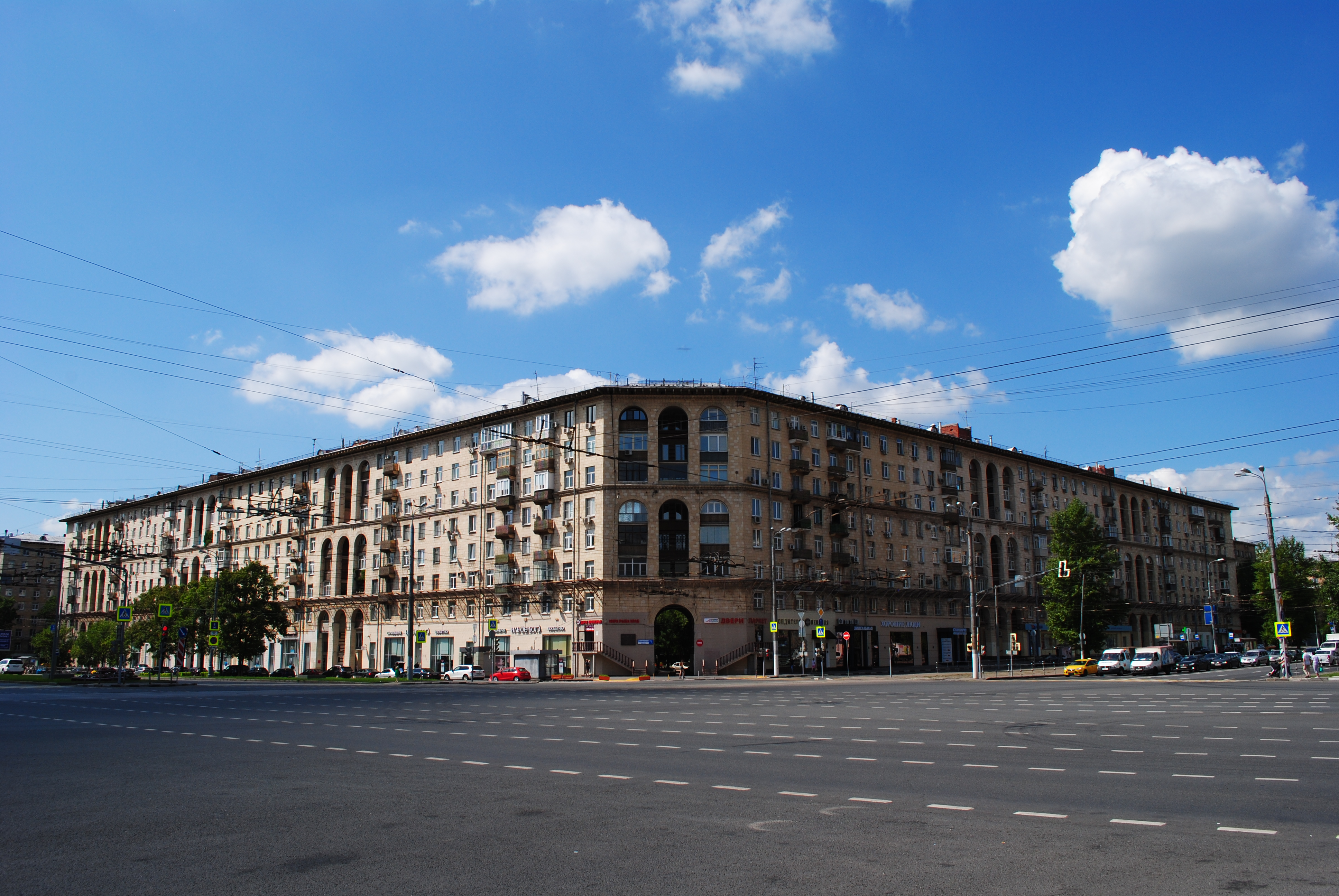
Здание бывшего магазина «Изотопы» на западной стороне площади 60-летия СССР (Ленинский проспект, д. 70/11)

По углам площади находятся большие скверы, за которыми стоят восьмиэтажные кирпичные здания постройки 1950-х годов.
На крыше дома № 70/11 по Ленинскому проспекту находилась газоразрядная вывеска, включавшая 4-цветное изображение атома и три надписи: «Atome pour la paix», «Атом для мира», «Atom for peace».
В том же доме, на стороне Ленинского проспекта, находился магазин «Изотопы» (в этом магазине различным организациям продавались приборы, содержащие источники радиоактивного излучения). На этом же здании со дня основания площади, у арки, установлена памятная табличка в честь наименования данной площади.
По площади не числится ни одного здания.

## Транспорт
- Станции метро:  Вавиловская,  Университет
- Автобус: м1, м4, т4, т49, 67, 103, 119, 130, 144, 144к, 434, 457, 487, 553, 845, 908, н11
- Трамвай: 14, 26, 39